# Pozo de la Nieve de Yátova
El pozo de la Nieve de Yátova es un depósito de nieve ubicado en el casco urbano de Yátova (provincia de Valencia, España). Está declarado bien de relevancia local. Por su tamaño y emplazamiento, probablemente abastecía a la población de Yátova u otras localidades de la comarca.

## Descripción
Se trata de un pozo de nieve de planta circular, con 6 m de diámetro exterior, parcialmente integrado en un corral. La parte exenta de la construcción corresponde, aproximadamente, al tercio superior (puerta de acceso y cúpula) de una altura de entre 5 y 6 m. Su fecha de construcción es de finales de siglo XVII o principios del XVIII.
Está construido con mampostería careada de roca caliza, ligada con mortero. También incluye algunos ladrillos macizos y bloques de toba. El interior del pozo estaba revocado, si bien su interior se colmató en la década de 1940. La altura actual hasta el centro de la cúpula, de falsa bóveda, es de 4,85 m.
El pozo de nieve tenía tres vanos. Una puerta de acceso orientada al sur-suroeste, de 1,90 m de altura y 1,60 m de anchura, cubierta con arco de medio punto y que constituye actualmente el principal acceso. Sobre la puerta, una pequeña de ventana de 60 x 40 cm y, por último, con orientación norte-noroeste, un vano también cubierto por arco de medio punto y actualmente tapiado que sostiene una pieza metálica de donde se colgaba la polea para extraer el hielo.